# Damien Plessis
Damien Plessis (* 5. März 1988 in Neuville-aux-Bois) ist ein französischer ehemaliger Fußballspieler. Plessis spielte vorwiegend auf der Position des defensiven Mittelfeldspielers.

## Karriere

### Verein
Plessis startete seine Karriere bei Olympique Lyon, von wo er im August 2007 zum FC Liverpool wechselte und einen Dreijahresvertrag unterschrieb. Bei seiner Vorstellung sagte Liverpools Trainer Rafael Benítez: "Er ist ein guter Spieler, groß und kräftig, und wir sind sicher er wird Gutes für uns tun". Sein Debüt in der Premier League feierte er am 5. April 2008 im Spiel gegen den FC Arsenal, das 1:1 endete. In den folgenden drei Jahren kam Plessis allerdings nur sporadisch zum Einsatz und bestritt bis zu seinem Wechsel im zum griechischen Meister Panathinaikos Athen im Sommer 2010 acht Pflichtspiele (1 Tor) für den FC Liverpool.

### Nationalmannschaft
Plessis spielte für die französische U-19 und nahm mit ihr 2007 an der Europameisterschaft der U-19 in Österreich teil, wo die französische Mannschaft bis ins Halbfinale vordrang. Dort scheiterte sie allerdings im Elfmeterschießen mit 4:2 am späteren Gewinner des Turniers Spanien. Plessis schoss den ersten Elfmeter seines Teams und konnte diesen souverän verwandeln.